# Zona de exclusão
Uma zona de exclusão é uma divisão territorial estabelecida para vários propósitos específicos de cada caso.
De acordo com o Departamento de Defesa dos Estados Unidos, uma zona de exclusão é um território onde o órgão sancionador proíbe atividades específicas em uma dada área geográfica. Essas zonas podem ser temporárias ou permanentes e podem ter finalidades civis (de segurança pública, tais como o controle de multidões), militares ou de controle aduaneiro, entre outras.

## Zonas de exclusão de desastres nucleares
Zonas de exclusão geográfica em larga escala foram estabelecidas após grandes desastres nos quais partículas radioativas foram liberadas no meio ambiente:
- Reserva Natural de East Ural – Rússia, criada em 1968.
- Zona de exclusão de Chernobil – Ucrânia, criada em 1986.
- Reserva Radioecológica do Estado da Polésia – Bielorrússia, criada em 1988.
- Zona de exclusão de Fukushima – Japão, criada em 2011.

## Alfândegas
Alfândega são áreas em que a circulação, propriedade ou outra atividade é proibida ou restringida por legislação. Ao contrário do território regular, as alfândegas estão sob controle administrativo das autoridades das fronteiras. A entrada geralmente é apenas com uma autorização individual. Entrar em uma alfândega sem autorização é crime ou contravenção e motivo de prisão. As alfândegas são instituídas para identificar invasores ilegais, ocultar e obscurecer e impedir a interferência nos procedimentos e equipamentos de segurança nas fronteiras e, assim, auxiliar os guardas de fronteira em seu trabalho. Por exemplo, a Rússia mantém alfândegas consideráveis.

## Zonas de exclusão de desastres naturais
Da mesma forma, zonas de exclusão foram estabelecidas devido a desastres naturais. Há uma zona de exclusão na ilha de Montserrat, onde o vulcão Soufrière Hills, há muito adormecido, começou a entrar em erupção em 1995 e continua em erupção desde então. Ela abrange a parte sul da ilha, representando mais da metade de sua massa terrestre e a maioria das áreas da ilha que foram povoadas antes da erupção do vulcão. O vulcão destruiu o centro urbano e a capital da ilha, Plymouth, além de muitas outras aldeias e bairros. A zona agora está rigorosamente reforçada; é proibida a entrada na maioria das áreas destruídas, enquanto algumas estão sujeitas a restrições durante a atividade vulcânica ou abertas apenas como uma "zona de entrada diurna".

## Construção
As zonas de exclusão são comumente usadas na indústria da construção em todo o mundo. Para esse fim, são locais definidos para proibir a entrada de pessoal em áreas de perigo, estabelecidas através do processo de avaliação de risco para uma atividade de construção. Normalmente, as zonas de exclusão são configuradas e mantidas em torno da planta e abaixo do trabalho em altura.

## Protestos
No que diz respeito aos protestos, uma zona de exclusão é uma área na qual os manifestantes estão legalmente proibidos de protestar.
As zonas de exclusão geralmente existem em torno das sedes do governo e das clínicas de aborto. Como resultado dos protestos da Igreja Batista de Westboro nos funerais dos soldados mortos na Guerra do Iraque, 29 estados e o Congresso dos EUA criaram zonas de exclusão em torno dos funerais dos soldados. Em 2005, o Parlamento do Reino Unido criou uma zona de exclusão de um quilômetro em torno de si.
A Primeira Emenda à Constituição dos Estados Unidos afirma que "o Congresso não fará nenhuma lei [...] reduzindo [...] o direito do povo de se reunir pacificamente e de solicitar ao Governo um ressarcimento das perdas". A existência de zonas de exclusão é baseada em decisões judiciais que permitem ao governo regular a hora, o local e o modo dos protestos.